# Дидзис Рудавс
Дидзис Рудавс (лет. Didzis Rudavs; Јелгава, 10. мај 2001) летонски је пливач чија ужа специјалност су спринтерске трке прсним стилом.

## Спортска каријера
Први наступ на међународној сцени је имао 2018. на европском јуниорском првенству у Хелсинкију где је освојио сребрну медаљу у трци на 50 метара прсним стилом. Годину дана касније, на националном првенству, осваја две титуле националног првака у јуниорској категорији у тркама на 50 и 100 прсно.  
Дебитантски наступ у сениорској конкуренцији на великим такмичењима је имао на светском првенству у корејском Квангџуу 2019. где је учествовао у квалификацијама на 50 прсно које је окончао на укупно 47. месту. Месец дана касније по први пут је наступио и на светском јуниорском првенству у Будимпешти, али без неких запаженијих резултата.